# Literatura gal·lesa
La literatura gal·lesa és la feta al País de Gal·les en gal·lès (cymraeg), nació que forma part del Regne Unit de la Gran Bretanya.

## Primeres mostres: elscynfeirdd

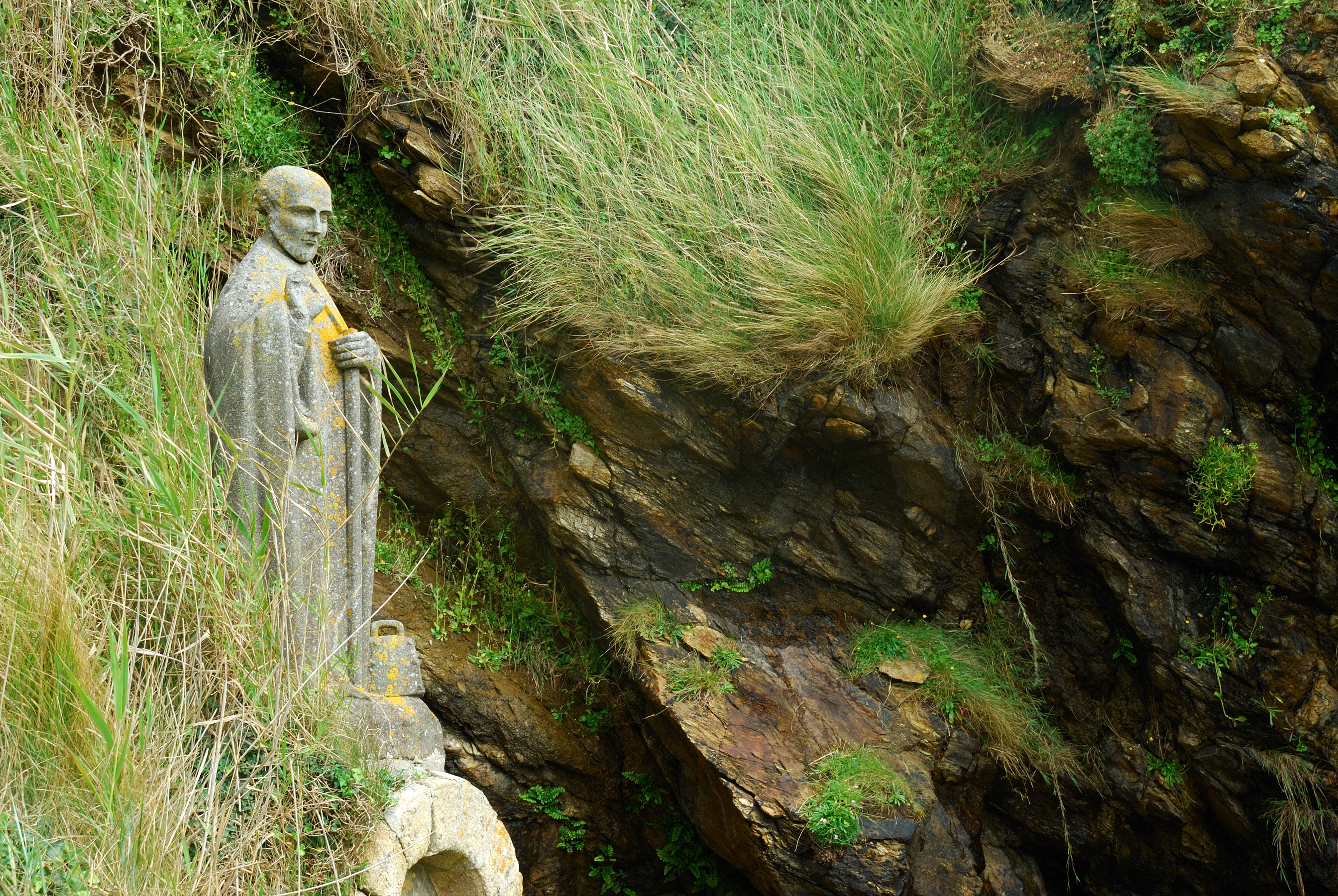
Estàtua de Sant Gildas, a la punta del Grand-Mont (Morbihan).

Els testimonis escrits més antics en gal·lès són conservats en el Juvencus Codex, datat del segle x, i conservat a la Universitat de Cambridge. També a la Historia Brittonum de Nennius, datada del 800, s'hi parla i dona noms dels primers poetes gal·lesos. Les obres dels cynfeirdd, primers poetes del període prenormand, llevat de dues o tres peces, han sobreviscut mercè els manuscrits dels segles xii-xiv:
- Llyfr Ddu Caerfyrddin (Llibre negre de Carmarthen, 1170-1230).
- Llyfr Coch Hergest (Llibre roig de Hergest, 1375-1424).
- Llyfr Taliesin (Llibre de Taliesin, 1275).
- Llyfr Aneirin (Llibre d'Aneirin, 1250).
- Llyfr Gwyn Rhydderch (Llibre blanc de Rhydderch, segles xiii-xiv).

Encara que les dades són incertes, és cert que els poemes recollits són més antics que les còpies. Mentre que l'antic britànic era una llengua sintètica, el nou gal·lès, aparegut en el segle vi, és una llengua analítica. Segons Nennius, deixeble del bisbe Elfodd de Bangor, afirma que els poetes Blwchfardd, Cian, Talhaern tad Awen, Taliesin i Neirin o Aneirin, compongueren poesies en gal·lès a l'època del rei Ida (547-559), fill d'Eobba, primer rei de Bernícia.
Els poetes del període, anomenats bards, eren autèntics mestres en la versificació fonamentada en l'aliteració i la rima (dos o tres versos successius acabats en la mateixa síl·laba). La major part de les obres són odes heroiques o lais, canten les proeses guerreres i la generositat d'Urien de Rheged (regne situat entre les actuals Wigtown i Kirkcudbright, a l'actual Escòcia), i ploraven la mort del seu fill Owain. El Llyfr Aneirin, compost per un poeta que visqué entre el 510 i el 570, conté el poema Y Goddidin, de 900 versos i amb interpolacions d'èpoques posteriors; fou compost en cambrià, dialecte britònic proper al gal·lès, i commemorava l'expedició d'una banda de 300 guerrers comandats per Mynyddawg Mwynfawr de Caereidyn (vora l'actual Edimburg, Escòcia), per tal de capturar la fortalesa romana de Cataractonium o Catraeth (avui a Catterick, Yorkshire) als saxons del regne de Deira. Es tracta de poesia heroica amb llenguatge directe i senzill, d'expressió vigorosa i amb la rima interna de correspondència consonàntica, anomenada cynghanedd. També se'l considera compositor alguns anys més tard del poema Eglinion ac Misseld. Pel que fa a Taliesin, escriví en gènere heroic l'Oda a Cynan Garwyn de Powys.
Dels segles viii al x es conserven pocs poemes solts d'autors com Morfran, Meugan, Arofan, bard de Selyf ap Cynan, i Afan Ferddig, bard de Cadwallon ap Cadfan, mort el 613 a Hexham lluitant contra Oswald de Bernícia, i autor de Moliant Cadwallon (Elogi a Cadwallon), encara que altres estudiosos l'atribueixen a Cynddylan ap Cyndrwyn (s. VII). També és important l'obra anònima Edmyg Dinbych (Elegia a Denbigh), del segle ix.

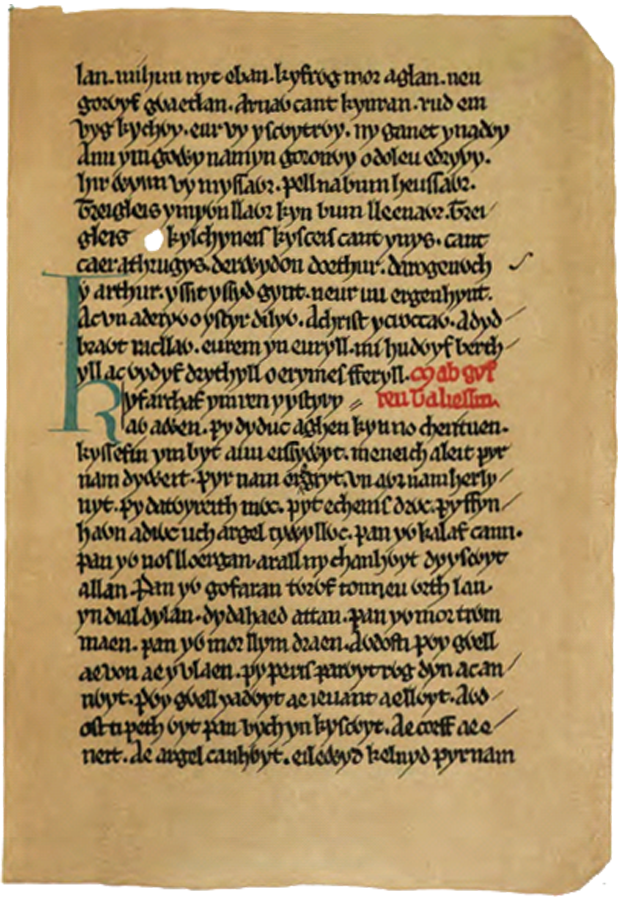
Llyfr Taliesin (Llibre de Taliesin), foli 13r (facsímil publicat el 1868)

Com a autor més conegut d'aquella època o cronista cal destacar Gildas. Compongué en llatí De Excidio Britannie (potser data del 540), on descriu les baralles entre pictes, saxons i romans, i Arturi regis totius maioris Britannie, primera referència a la figura semillegendària del rei Artús.
També destacaren com a obres més tardanes l'Armes Prydain fawr (La gran profecia de Britania, 940) de caràcter èpic, on vaticina la unió dels gal·lesos amb els britànics del Nord, Cornualla, Irlanda i Armòrica per tal d'oposar-se al rei saxó Athelstan de Wessex; la Kanu Y gwint (Cançó del vent, segle x-xi); Hanes Taliesin (Història de Taliesin), similar a l'Armes…, però conté el famós diàleg entre Myrddin (Merlí) i Taliesin; i Brut Y Tywysogion (Crònica dels Prínceps), gran crònica de Gal·les, recollida posteriorment pels monjos del Cister. Aquestes obres foren considerades les més importants en gal·lès del període, i influïren en l'obra de cronistes posteriors com Geoffrey de Monmouth, Gautier Map i Gerard Le Cambrien, compiladors del cicle artúric en llatí o francès a la cort d'Enric II d'Anglaterra.
Les poesies de Llywarch Hen (s. VI) ens han arribat per dues sagues d'un joglar de Powys del segle ix sobre Llywarch i Heledd, germana de Cynddylan ap Cyndrwyn, amb la mètrica englyn embellida per l'aliteració. Descriu les lluites entre els regnes de Powys i Mercia, en la qual Llywarch hi va perdre 24 fills. Ambdues són figures doloroses (diriad) per un destí desafortunat (dedwydd) i ploren l'orgull perdut (traha). D'altres fragments trobats de l'època són:
- Els diàlegs d'Artus i Glewliuyd Mishtygrasp, entre Taliesin i Unach, i entre Gwyn ap Nudd i Gwyddneu Garanhir.
- El monòleg d'Ysgolan.
- Tristan ac Essyllt, el futur Tristany i Isolda.

Totes elles recollides al Llyfr Ddu Caerfyrddin (Llibre Negre de Caerfyrddin). També destaquen els mites de Myrddin Wyllt (El salvatge Merlí), el salvatge del bosc qui embogí en veure una batalla, la qual cosa el farà profeta.
A la fi del període prenormand, entraren també en temes bíblics o llegendes estrangeres, com els d'Hèrcules, Alexandre o l'irlandès Corroí Mac Dairi. També se'n recolliren moltes sobre Avalon, l'antic Eden dels celtes, el nom del qual pot provenir del gal·lès Ynys Affallon (Illa de les Pomes) o bé d'Affallach (El regne dels morts). També es creu que en el segle VI se celebrà el primer Eistedfodd, festival de música i poesia, potser reunit a Conway per Maelgwn, però no està datat amb seguretat fins al segle ix.

## Els gogynfeirdd
Aquest període durà del 1100 al 1350 aproximadament, i també fou anomenat "dels bards dels prínceps". La consolidació del regne de Gwynedd va permetre una evolució literària en gal·lès. Els bards es dividien en graus segons l'aprenentatge que havien seguit. El més alt, o pencerdd (cap de cançó), cantava a la cort les proeses del seu senyor, dels sants i de déu, i tenia prohibit cantar l'amor o la natura. El bardd teulu cantava a la família del senyor, i podia cantar l'amor, la naturalesa i les dones. El més baix, el cerddorion (trobador) es dedicava a la poesia obscena i satírica, així com a les històries orals cyfarwyddyd, desenvolupades i recollides posteriorment en el Mabinogion.

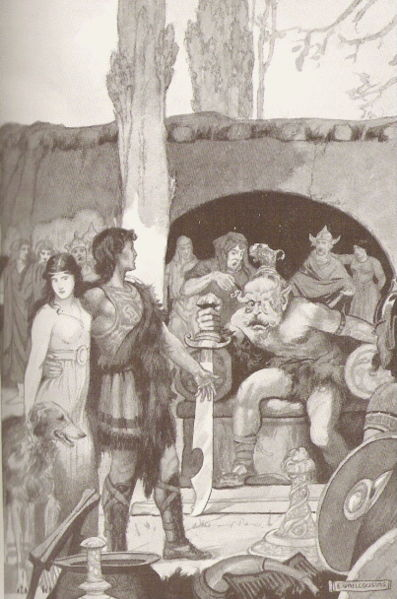
Culhwch a la cort d'Ysbaddaden. Il·lustració d'Ernest Wallcousins a Celtic Myth & Legend, Charles Squire, 1920

Aquesta graduació basada en l'ensenyament va persistir, i durant el regnat d'Enric IV d'Anglaterra, l'Eistedfodd o Tro dels Bards donava certificats i s'encarregava que els poetes dels esglaons més baixos no caiguessin en la mendicitat. Tanmateix, això provocà també un conservadorisme lingüístic i literari, perquè l'arcaisme era considerat de bon gust. Els bards, endemés, solien pertànyer a la mateixa família, com el cas de Meylir, el seu fill Gwalchmai i el seu net Meylir ap Gwalchmai, tots ells a la cort de Gwynedd a Aberffraw.
Els principals poetes del període foren Gwalchmai (fl. 1130-1180) autor de la cançó de primavera Gorhoffedd (Vanaglòria) i de la sàtira contra els monjos Kynddelw; el seu fill Meilyr ap Gwalchmai, autor d'Arwyraim Owain (Exaltació d'Owain, 1137); Cynddelw Bryddyd Mawr ("El gran poeta", fl. 1155-1200) de la cort de Powys; Owain Cyfeiliog (1140-1197) poeta i príncep de Powys, autor d'Hirlas Owain (El corn bevedor gris d'Owain); Hywel ap Owain (mort el 1170), príncep de Gwynedd, cantor de l'amor del país, amb els gèneres marwnad (elegia) i moliant (elogi); i Gruffydd ap Yr Ynad Coch ("Fill de la Justícia Vermella"), qui escriví el 1282 un Marwnadau a la mort del rei Llywelyn ap Gruffydd.
També destacà el gènere marwysgaf (Cançó en el llit de mort), de caràcter religiós, on es confessen els pecats per la proximitat de la mort, i altres proeses dels sants. Els darrers poetes, però, s'inclinaren per les noves rimes, com les awdl. Els més famosos foren Gruffydd ap Maredudd (fl. 1352-1382), Gruffydd ap Dafydd (fl. 1380), Casnodyn (fl. 1320-1340) i altres.
Pel que fa a la prosa profana, en el segle ix aparegueren a l'església de Sant Teilo les primeres gloses de traducció llatina al gal·lès, i del segle X data el Computus fragment, part d'un llibre d'astronomia amb molts llatinismes. També data del 1200 una nova versió en gal·lès de les lleis de Hywel Dda, en el Llibre Negre de Chirck. Els texts històrics eren recollits pels cyfarwydiaid, molt influïts pels bards, qui recitaven també contes orals barrejant-hi folklore, heroisme, mitologia i fets històrics. El més important d'ells fou el Mabinogion, recollit al Llyfr Gwyn Rhyddench (Llibre Blanc de Rydderch) i al Llyfr Coch Hergest (Llibre Roig d'Hergest), i conté onze històries com Les quatre branques de Mabinogi, Culhwch ac Olwen (1100), El somni de Rhonabwy (segle xiii), Owain ac Luned, Geraint ac Enid, Peredur map Efrawg, Pwyll, príncep de Dyvet, Branwen ap Llyr, Math map Mathonwy, Lludd ac Llevelys i Somni de Macsen, totes elles de caràcter cavalleresc i mostren les lluites entre els senyors, matrimonis i venjances. També conté l'Avellanau (Poema dels pomers, segle xiii), dedicat a Merlí.
De moltes d'aquestes històries evolucionaria posteriorment el cicle arturià. També es van traduir al gal·lès nombroses obres llatines, com Delw Y Byt (Imago mundi) d'Honori Augustonenc, la Gwelediagaeth Bawl Abostol (Visió de l'apòstol Pau), la traducció d'Epictet de Hieràpolis Adrian ac Ipotis, la Cynghoreu Catwn (Disticha catonis) de Dionisi Cató, Y Bibyl Ynghymraec (Promptuarium Bibliae), la Hystoria Gryddyd ap Cynan, la Ystoria Brenhined Y Brytanyeit, traducció de la Historia Regnum Brittaniae (1136) de Geoffrey de Monmouth, que serví de base històrica al mite artúric, Y Sent Greal (El sant Grial) i Seith Doethon Rufein (Història de Perceval). També s'ha trobat versions de la Chanson de Roland i de diversos llibres de lleis.
El període del 1350 al 1450, però, és el considerat com a l'Edat d'or dels cywydd. Després de la conquesta anglonormanda, encara eren importants a les corts de Gwynedd i Powys els uchelwyrs (aristòcrates de les Marques), qui subvencionaven els bards, tot i que minvaria el prestigi tant dels pencerdd com dels bard teulu. Endemés, al Sud va morir la vella cançó i només es mantindria la tradició oral. El gran poeta d'aquesta època fou Dafydd ap Gwilym (1340-1370), autor d'una poesia descriptiva dels costums de l'època i considerada com a contemporània de Geoffrey Chaucer. També compongué 101 poemes dedicats a la rossa Morudd, amb forta influència provençal. Se'l considera deixeble de Llewelyn i Ifon Hael, i destacà per descartar els vells arcaismes i adoptar noves formes com el cywydd i el traethawdl (cobla de set síl·labes), així com el llatai o missatge amorós inventat per Llywarch ap Llywalyn (Prydydd Y Moch, 1173-1220), i el dyfaliad o poema descriptiu.
Altres poetes contemporanis seus foren Gruffydd ap Adda (mort el 1344), Iolo Goch (1320-1398), Llywelyn Goch Amheurug Hen (fl. 1360-1390), amb l'elegia Marnwad Lleucu Llwyd, Gruffydd Llwyd ap Dafydd (fl. 1380-1410), poeta oficial d'Owain Glyndŵr, Rhys Goch Eryri (1365-1448), Llywelyn ap Y Moel (mort el 1440), i sobretot Sion Cent (mort el 1430), qui compongué nombroses cywyddau brud (Cançons semipoètiques) i Cywyddau'r Byd (Lloes als vells temps).
Posteriorment, aparegueren alguns autors de qualitat inferior, com Dafydd Nanmor (1420-1490), Llywelyn Y Glyn (1447-1486) i Gutor Glyn (fl. 1440-1493). D'altres mostraren certa consciència nacional, com Mareddud ap Rhys (fl. 1430-1450), Hywel Swrdwal (fl. 1430-1460), Tudur Penllyn (fl. 1470), Dafydd Llwyd ap Llywelyn (1420-1500) i Hywel Cylan (1435-1470).

## Seglesxviixvii
Els capellans, preocupats per la llengua, convertiren el gal·lès en un idioma literari modern i crearen també una llengua estàndard. Durant el període del 1450 al 1650, els cywydd assoliren una nova Edat d'Or, amb poetes com Dafydd ab Edmwnd (fl. 1449-1500), deixeble de Meredydd ap Rhys, i que el 1451-1453 va fer arranjaments d'arpa i veu per a competicions poètiques. Va aconseguir que l'Eistedfodd tradicional de Caerfyrddin canviés la mètrica tradicional, i seguit pel seu nebot Tudur Aled (mort el 1526) i per Gutun Owain (fl. 1460-1500) van reunir-ne un el 1523 a Caerwys (Y Fflynt), que es repetiria el 1568, molt lligat, però, al sistema bàrdic antic.
També aconseguiren de la reina Elisabet I d'Anglaterra la creació d'una Comissió de Vint Nobles del Nord de Gal·les per tal de redimir l'Orde Bàrdic dels "poetes indesitjables" que donaven mala fama a la poesia gal·lesa en general. Així, el 20 de maig del 1594 dotze d'ells convocaren un Eistedfodd, però no hi ha cap prova documental que se celebrés.
Tanmateix, la reforma protestant, el fet que els Tudor fomentessin l'anglès, i que els nobles gal·lesos s'establissin a la cort de Londres, van destruir la cultura antiga i els seus lligams amb la llengua. Tot i així, s'inciaria una nova tradició popular en la poesia gal·lesa, començada amb l'obra de Rhys Pritchard (1579-1644) de Llanymddyfri, autor de Canwyll y cymry (La lluerna dels gal·lesos, 1646) on empra la mètrica anglesa, i les seves Penillion telyn (1676), composicions per recitar amb arpa.
Els darrers bards foren Sion Tudur (mort el 1602), qui satiritzà l'aristocràcia, Edmwnd Prys (1544-1623), degà de Merionnyd, i William Cynwal (mort el 1588), William Llyn (1535-1580), Sion Phylyp (1544-1620) i Simwnt Vychan (mort el1606). Però cap al 1550 s'iniciaria la prosa moderna en gal·lès, conforme les normes del renaixement i la reforma protestant, amb un vocabulari enriquit per neologismes.
Pel que fa a les obres inspirades en la reforma protestant, podem destacar: Yn Y llyvyr hwnn (En aquest llibre, 1547), el primer llibre imprès en gal·lès, són extraccions de les escriptures; Oll synnwyr pen, també del 1547, col·lecció de proverbis de William Salisbury (1520-1584), també traductor de l'Antic Testament i pioner de la nova llengua; el Welsh Prayer Book, compost el 1567 per Salisbury i Richard Davies (1501-1581), bisbe de St Daffyd; Y Bibl Ynghymraec (La Bíblia Gal·lesa, 1588), composta en un llenguatge modernitzat per William Morgan (1545-1604), bisbe de Saint Asaph, ambn ajut d'Edmwnd Prys; es tornaria a publicar el 1620 sota la supervisió del nou bisbe John Davies (1567-1644) i Richard Parry (1560-1623), i així el gal·lès esdevindrà l'idioma oficial de la religió i en farà possible l'alfabetització popular a les escoles dominicals; Deffyniad Y ffydd, traducció de l'Apologia Ecclesiae Anglicanae de Miles Coverdale, feta el 1595 per Morys Kyffin (1565-1598); Perl mewn adfyd (La més bonica perla espiritual, 1595) traducció de l'obra d'igual títol d'Arthur Kent, feta per Huw Lewys (1562-1634); Homiliau (Homilies, 1606) d'Edward James (1569-1610); Llwybr Hyffordd (El camí de l'home senzil, 1630) de Robert Llwyd (1564-1655); Yr Ymarfer o Dduwiolieb (Pràctica de la pietat, 1630), traducció de l'obra de Lewis Bayly, feta per Rowland Vychan (1590-1667); Llyfr Y Resolution (Directori cristià, 1632) de John Davis de Mallwyd (1567-1644); i una crònica de la creació fins al 1552, composta per Ellis Grufydd.
Per la seva banda, els catòlics romans atacaren l'anglicanisme com a quelcom importat d'Anglaterra, i cridaren també a preservar l'antiga religió. D'entre la literatura catòlica es pot destacar els Dosparth Byrr, primera gramàtica impresa, i el Drych Cristianogawl (Devocionari cristià, 1585) compostes per Gruffydd Robert (1522-1610); la Lanter Gristnogawl (Llumanera cristiana) de Robert Gwyn; Theater du mond, traduït del farancès el 1615 per Rhosier Smyth (1541-1625); l'Athragaeth grisnogawl (1568) de Morys Clynnog (1525-1581) i la traducció de l'italià Eglurhad helaethlawn, composta el 1618.
Aquest renaixement també propicià l'aparició de les primeres gramàtiques gal·leses amb criteri científic, encara que mantenien fortes influències bàrdiques, com la Cambrobrytannicae … institutiones (1592) de Sion Dafydd Rhys (1534-1609); l'Antiquae linguae … rudimenta (1621) de John Davies Fallwyd de Mallwyd, i el Dictionarium duplex (1632) basat en treballs de llatí al gal·lès de Thomas Williams de Trefiw (1550-1622).
Amb l'arribada del puritanisme, paradoxalment, arribà també un important esclat de la literatura en llengua gal·lesa del segle xvii. Els principals autors del període foren Moses Williams (1685-1742), traductor de manuscrits antics; Morgan Llwyd (1619-1659), un dels més importants del període, influït tant pels quàquers com pel místic alemany Jakob Boehme, compongué Llyfr Y tri aderyn (El llibre dels tres ocells, 1653), disquisició sobre la llibertat religiosa, i el Llythur ir Cymru cariadus (Carta a l'estimada Gal·les, 1653); Charles Edwards (1628-1691) amb el recull de càntics a l'estil antic Hanes Y ffydd ddiffuant (1667); Edward Samuel (1674-1748) amb la moralista Holl ddyledswydd dyn (Tots els deures de l'home, 1718); Gruffydd Jones de Llanddowror (1683-1761), considerat un dels pares de l'educació popular en gal·lès; Theophilus Evans (1693-1767) autor de Drych y prif oesoedd (Visió de l'Edat primitiva, 1716), recull de mites històrics gal·lesos, treball imitat per Lewis Morris en Tlysau yr hen Oesoedd (Joies de l'Edat Primitiva, 1717); Ellis Wynne (1579-1644), considerat el més gran prossista gal·lès del període, amb Rheol buchedd sanctaidd (Traducció de La vida Sagrada de Taylor, 1701) i Gweledigaetheu i bardd cwsc (Traducció de Los sueños de Francisco de Quevedo, 1703).

## Segle XVIII: restabliment de l'Eisteddfod
El segle xviii començà amb poetes que seguien els metres i temàtica de l'anterior període, com William Phylip (mort el 1669), Hugh Morris Huw Morys de Pontymeibion (1622-1709), qui deixà d'emprar el vers lliure i es decantà pel vers amb cadència sil·làbica, i Lewys Morys Llywelyn Ddu (1701-1765) autor de nombroses composicions per a arpa, Penillion telyn.
L'empremta del metodisme, però, es notà aviat en la cultura gal·lesa. El 1751 es fundaria a Londres la Cymdeithas Cymmrodorion o Cymmrodorion Society, promoguda pels membres de la comunitat gal·lesa de Londres, William Wynn de Llangynhafal (1709-1760), Edward Richard (1714-1777) i Evan Evans Ieuan Fardd (1731-1788), per tal de traduir les obres dels bards gal·lesos, i es caracteritzà pel neobardisme, el neodruisme i la revalorització del passat cèltic. El 1771 aquesta societat passà a anomenar-se Cymdeithas Gwyneddigion, i des del 1789 es dedicà a promoure la recuperació dels festivals bàrdics amb concursos de poesies on res reproduïen els antics metres, anomenats Eisteddfod. Un dels més assidus fou el gran poeta gal·lès Goronwy Owen (1723-1769), inspirat en Lewys Morys i els classicistes anglesos, qui reintroduí a la literatura gal·lesa les poesies awdl i cywydd, tot creant escola. Tanmateix, com que tenia un tarannà aventurer, va emigrar a Amèrica (com molts dels seus compatriotes) i morí a Virgínia.

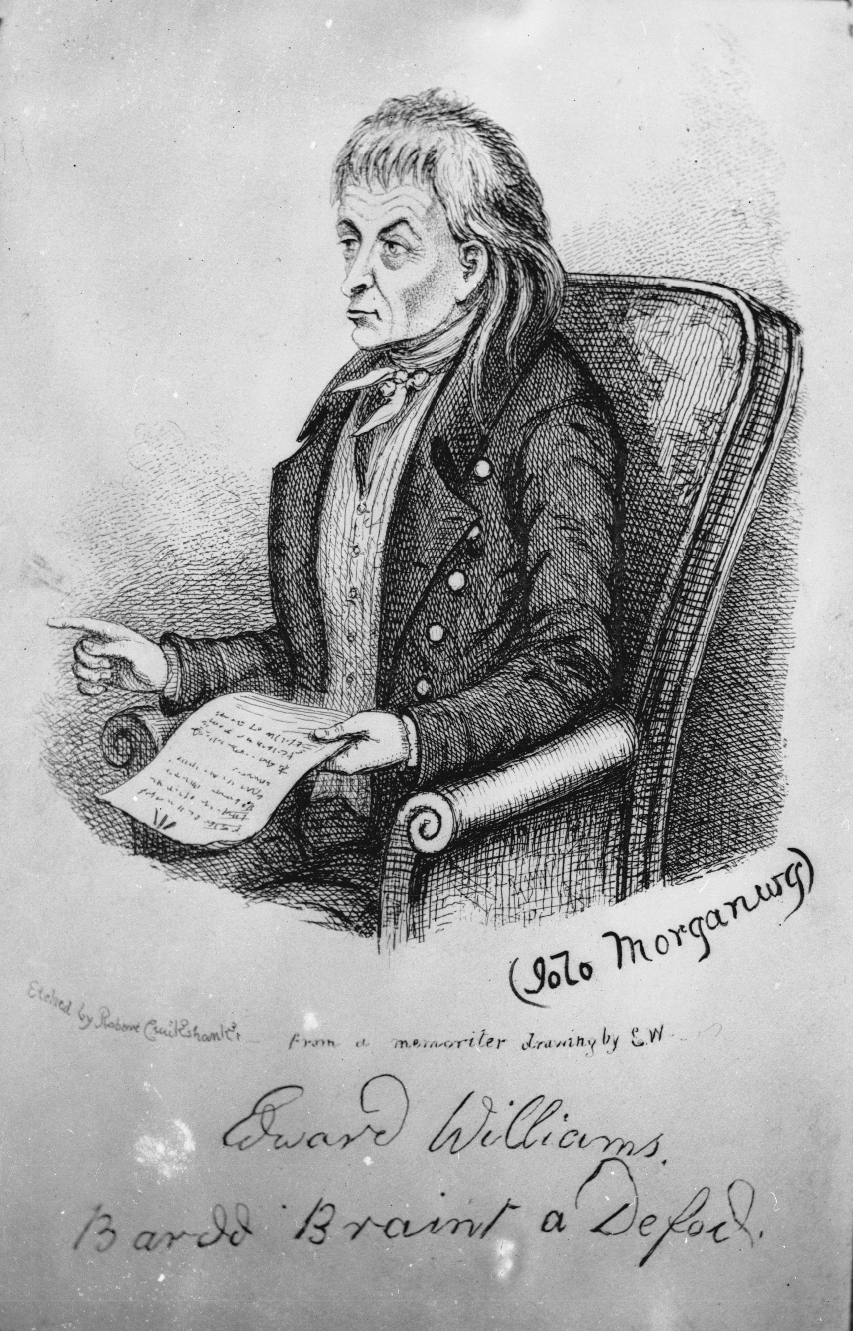
Edward Williams.

Pel setembre del 1789 es reuní a Bala un renovat Eisteddfod, patrocinat per Thomas Jones de Corwen, qui apel·là al patronatge de la Gwyneddigion per tal que tirés endavant. Així, el següent se celebraria el 1790 a Saint Asaph, i es decidí que se celebrés la primera setmana d'agost seguint un cerimonial druídic inventat per Edward Williams Iolo Morgannwg (1747-1826), poeta romàntic que prengué com a model de llengua la Welsh grammar (1728) composta per Sion Rhydderch. L'Eisteddfod es reunia sota els auspicis del Gorsedd Beirral Ynys Prydain (Tro dels Bards de l'Illa de Britànnia), organització que se n'encarregava de la patrocinació i responia al lema Y gwir yn eryn Y byd (La veritat per damunt de tot). Després dels que es reuniren a Llanrwst (1791) i Dynbych (1792), es decideix definitivament que es reuneixin un cop l'any, així com un festival de dansa folklòrica a Llangowen, a la vall de Dyfrdwy.
Després de l'èxit que se celebrà a Caerfyrddin el 1819, esdevindrà l'exhibició més gran de folklore gal·lès, barreja de festival, esdeveniment patriòtic i recital de cançons i de poesia (recitar i compondre) amb acompanyament d'arpa, cants, balls i cerimònies druídiques. Fou la primera mostra de manteniment de la independència nacional, però endemés desenvolupà alguns nous gèneres com l'awdl (oda) mercè poetes com Twm o'r Nant, Daffydd Ddy Eryry i Gwallter Mechain. I el seu exemple esperonarà la celebració de festivals similars no sols a la resta del món celta (Bretanya, Cornualla), sinó també en el món llatí (Occitània, Catalunya, Galícia i el País Basc).
Des del 1819 l'Eisteddfod serà patrocinat per la Cymmrodorion Society, ara amb seu a Dyfed, qui integraria definitivament el Gorsedd com a tribunal, alhora que els nobles i rics iniciaven també llur mecenatge. Des del que se celebrà a Llangollen el 1858, començà a prendre un tarannà nacionalista i reivindicatiu, i des del de Dynbich el 1860 es va decidir que se celebrés alternativament cada any en una ciutat del Nord de Gal·les i en una ciutat del Sud. Finalment, el 1880 pren el nom de National Eisteddfod Association.
Mercè a aquestes celebracions, es creà una nova escola literària, amb autors com Dewy Wyn o Eifion (1784-1841), Daffyd Ddu Eryri (1759-??), mestre i gramàtic autor d'Awdlau, i Ebenezer Thomas Eben Fardd (1802-1863). Però amb ells la poesia clàssica va decaure definitivament. Es formà una nova generació de versadors lliures influïts pel metodisme, així com la idea del cynghanedd o sol·licitud de preservació de la cultura gal·lesa, que a poc a poc serà duta a la pràctica en el terreny polític. Els principals autors foren William Williams Pantycelin (1717-1791) autor dels reculls d'himnes Caniadau y rhai sydd ar y Mor o Wydr (Cançons de les que hi al Mar de Vidre); Ann Griffiths (1776-1805) autora d'himnes religiosos i poesia popular, els poetes metodistes Dafydd Jones Caio, (1771-77) traductor d'himnes metodistes d'Isaas Watts; Morgan Rhys (1716-79); David William Llandeilo Fach (1720-94), Peter Jones Peter Fardd (1775-1845); David Charles (1762-1834), John Blackwell Alun (1797-1840), pare de la lírica moderna gal·lesa amb Can Gwraig y Pysgotwr (La cançó de la dona del pescador), Ieuan Glan Geirionydd (Evan Evans, 1795-1855), Twm o'r Nant (1739-1810), poeta, joglar i bard, i John Jones Glan-Y-Gors (1766-1821), autor satíric influït per Thomas Paine i pels francesos, autor de Dic Shon Dafydd (1803), sàtira sobre els gal·lesos que no parlen llur idioma, i Sessiwn yng Nghymru, poesia sobre l'ús del gal·lès i de l'anglès al país de Gal·les. Per altra banda, el 1792 els germans Owen i William Jones van fer edicions dels clàssics gal·lesos.

## Seglexix
Durant la primera meitat del segle xix es produí una forta embranzida cultural en llengua gal·lesa. El 1814 s'editaria a Abertawe la revista setmanal en gal·lès Seren Y Gomer (Estrella de Gomer), sota els auspicis de l'església no conformista per Joseph Harris Gomer, i es mantindrà com a mensual fins al 1920. Cap al 1866 s'editaven en gal·lès uns 120.000 exemplars en diversos setmanaris i mensuals, tot i que els burgesos promovien cada cop més l'ús únicament de l'anglès a la vida pública.

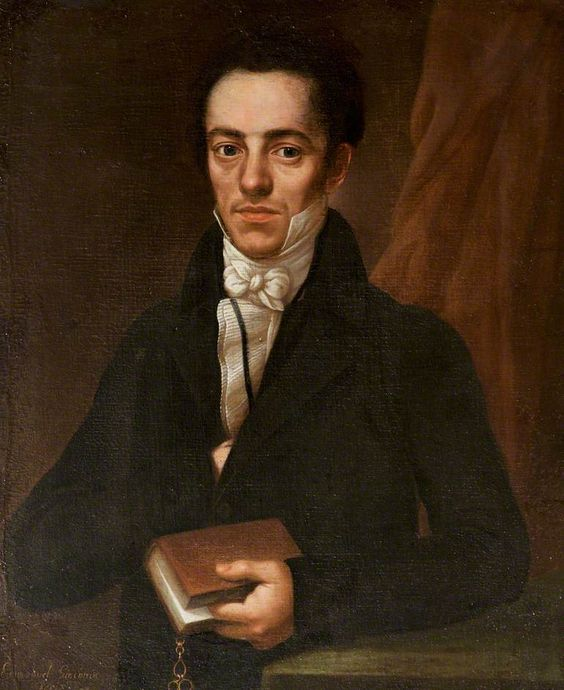
Thomas Price, àlies Carnhuanawc.

Dues figures força importants del període foren Thomas Price Carnhuanawc de Crickhowel (1787-1848), capellà de Cwmdu, qui col·laborà amb el bretó Jean-François-Marie Le Gonidec en l'elaboració del seu diccionari, el 1820 fundà una escola totalment en gal·lès i el 1838 va organitzar una recepció als poetes bretons a l'Eisteddfod gal·lès; també fou autor del tractat històric Hanes Cymru a chenedl and Cymry (Història de Gal·les i de la nació gal·lesa, 1836-1842), de caràcter força nacionalista. I William Owen Pughe Idrison (1759-1835), fundador del diari per la llengua Y Greal i autor d'un important Geriadur cenhedlaethol Cymraeg ac Saesnog (Diccionari gal·lès-anglès, 1803, reeditat el 1832), i d'altres com la Cadwediogaeth yr iaith gymraeg (Gramàtica de la llengua gal·lesa, 1808). També destacaren John Robert Pryse Golydddan (1840-1862), fill de Robert John Pryse (1807-1889), autor d'una Hanes Llenyddiaeth Gymreig (Història de la literatura gal·lesa).
El moviment gal·lès rebé un fort impuls quan el 1843 el metodista Thomas Gee (1815-1898) va fundar a la revista Y Faner (La bandera), la més antiga que encara es publica en gal·lès, des d'on començaren les reivindicacions d'autogovern alhora que feia noves edicions de les Mabinogi i de les Henchwedlane (Velles històries). Des del 1854, endemés, Gee va promoure Y Gwyddionaur Cymraeg (L'Enciclopèdia Gal·lesa), que no sols fou una publicació, sinó també un moviment des del qual s'empararen la major part d'autors en llengua gal·lesa d'aquell moment. El 1876 patrocinaria la fundació de l'Eisteddfod Genedlaethol per tal d'organitzar els concursos poètics, i el 1879 publicaren per encàrrec de l'Enciclopèdia Gal·lesa la Hanes Y Brytaniadi a'r Cymru (Història dels Britànics i dels Gal·lesos). 	
Entre ells destacarien autors com Glasynys (1828-1870) i el grup bohèmic format per John Jones Talhiarn (1810-1870), Richard Davies Mynyddog (1833-1877) i John Ceriog Hughes Ceiriog Syr Meurig Grynswth (1832-1887), autor dels poemes Dafydd y Garreg Wen (David de la Roca Blanca). També foren importants William Thomas Islwyn (1832-1878), autor del poema Y storm (La tempesta), M. Lloys Philips, autor d'una Llewiadur i'r iaith seisonig (Gramàtica anglogal·lesa, 1856), Gruffyd Roberts, autor de l'Y Drich Cristionogawl (El mirall del cristià); Robert Williams Trebor Mai, amb el recull Gwaith Barddonol Prif Englyniwr Cymru (Obres dels principals bards de la literatura gal·lesa, 1883); John Phillips Tegidon (1810-1877) i el poeta i músic James James Iolo Emleym (1800-1879), qui el 1856 compondria l'himne nacional gal·lès Hen wlad fy Nhadau (La terra dels meus pares).
També foren importants les revistes i els crítics literaris. Durant aquests anys destacaren la culta Y Traehodydd (L'Assagista) i la popular Geiniogweth, ambdues fundades pels crítics literaris William Rees Gwilym Hiraethog (1802-1883), autor d'Aelwyd F'ewythyr Robert (La llar de l'oncle Robert, 1852); Samuel Roberts (1800-1885), també assagista i Lewis Edwards (1809-1887).

## Segle XX
Entre finals del segle xix i començaments del segle XX destacaren alguns autors força lligats al desenvolupament de la nova Universitat de Gal·les. Es tracta de Daniel Owen (1836-1895), considerat el Charles Dickens gal·lès, redactor del diari Yr Amserau (El temps) i autor de novel·les com Hunangofiant Rhys Lewis (Autobiografia de Rhys Lewis, 1885), Y siswrn (Les tisores, 1888), Enoc Huws (1891) i Gwen Thomas (1894); Owen Morgan Edwards (1858-1920), inspirador del nou moviment que farà del gal·lès una llengua amb identitat literària, John Morris-Jones (1864-1929) professor de llengua gal·lesa a Bangor, autor de Caerdd Dafod (Art poètica, 1929), Orgraff yr Iaith Gymraeg (Ortografia de la llengua gal·lesa, 1928) i Welsh syntax (1931); Thomas Rees (1869-1926), professor de teologia, i el poeta Robert Ambrose Jones Emrys ap Iwan (1851-1906). Howell Elvet Lewis (Elfed 1860-1953) compondria el poema Cofia'n Gwlad (Recordarè el meu país), considerat el segon himne nacional gal·lès. Robert Roberts Silyn (1871-1930) també estudià a Bangor.

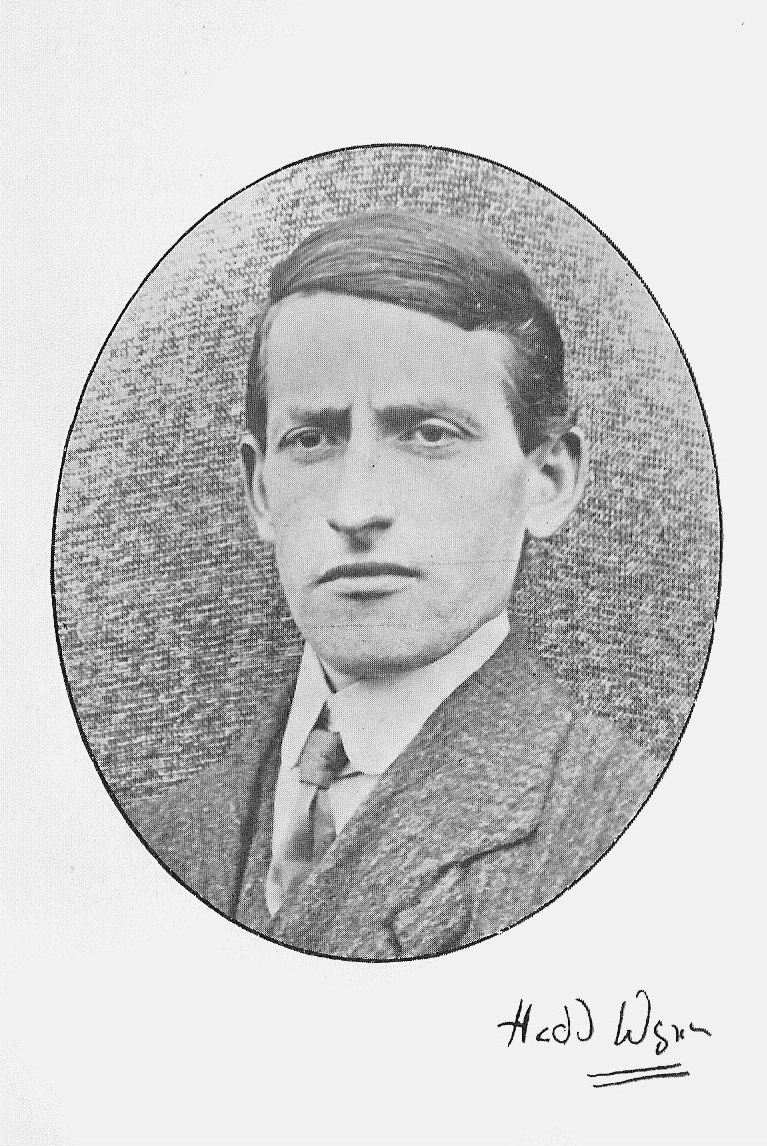
Ellis Humphrey Evans.

Del 1922 al 1951 s'edità la revista literària Y Llenor (El literat), completada amb el diari Barddas (Bardisme) i amb Ysgrifau Beirniadol (Assaigs crítics). Hi destacarien com a autors William John Gruffydd (1881-1954), el poeta i traductor Thomas Gwyn Jones (1871-1949) amb el Faust de Goethe (1922), el Macbeth de William Shakespeare (1943), el poeta Gwylym Parry (1884-1956), que popularitzà l'englyn, quartet de trenta síl·labes, David Gwenallt Jones (1890-1968) amb poesies marxistes i revolucionàries com Y Mynach (El monjo, 1926) o Gwreiddiau (Arrels, 1959), la novel·lista Kate Roberts (1891-1985), influïda per Anton Txékhov; Euros Bowen (1904-?) amb 11 volums d'edicions de clàssics gal·lesos; D. Tegla Davies (1880-1967); Saunders Lewis (1893-1985) polític i assagista, Ellis Humphrey Evans Hedd Wyn, poeta mort al front el 1917, amb el recull Cerddi'r bugail (Poemes pastorils, 1918); Dafydd Emyris Evans (1891-??). D'altres autors destacats foren l'assagista Thomas Parry-Williams (1887-1975), D.J. Williams "D.J." (1885-1970), inclou la trilogia Storiau'r Tir (Històries de la terra) que fou publicada com a Y Gaseg Ddu (L'euga negra) el 1970, però les dues altres foren publicades el 1934, Hen Dy Ffarm (La vella granja) i Hen Wynebau (Cares velles); Iorwerth Peate (1901-?), Waldo Williams (1904-?), John Gwilym Jones (1904-1988), mestre que va viure quatre anys a Londres i tornà a Gal·les, William Morris, William Evans Wil Ifan, Albert Evans-Jones Cynan (1895-1970), Pennar Davies, J. Gwyn Griffiths, Alun Llywelyn Williams; Robert Maynard Bobi Jones (1929); Gwyn Thomas (1936), Caradog Prichard (1904-1980), I.D. Hooson (1880-1948), John Lloyd-Jones (1885-?), Dewi Emrys James (1881-1952) i Thomas I. Nicholas (1903).
De les etapes posteriors també caldrà destacar autors com T. Rowland Hughes (1903-1949), Dewi Williams Dic Tryfan; Islwyn Ffowc Ellis (1924) guanyador el 1951 de la medalla d'or a l'Eistedfodd pel recull d'assaigs Cyn Oeri'r Gwaed (Abans del refredament de la sang); R.T. Jenkins (1881-1970) amb la novel·la històrica Orinda (1943), Huw Lloyd Edwards, T. H. Parry-Williams, F.G. Payne, J.O. Williams, Aneirin ap Talfan Davies, J. Lloyd Williams, Islwyn Williams, i sobretot la gran novel·lista Marion Eames (1921), autora d'obres ambientades en els quàquers gal·lesos dels EUA, com Y staffel Ddirgel (La cambra secreta, 1969) i Rhandir mwyn (La dolça contrada, 1970). T. Glynne Davis (1926) fou aclamat en l'Eisteddfod del 1951 amb el poema Adfeilion (Decaiment), W. Leslie Richards (1916) compongué Cysgod y Cryman (L'ombra de la falç, 1953), Kitchener Davis va compondre un monòleg en vers lliure Swn y Gwynt Sy'n Chwythu (El so del vent quan bufa, 1953), Rhydwen Williams (1916) i Gareth Alban Davies (1920), minaire graduat a Oxford.
Per altra banda, la forta davallada en l'ús de la llengua porta a alguns autors gal·lesos a expressar-se literàriament en anglès, amb nombroses obres ambientades a Gal·les. Es considera com el pare de l'anglogal·lès Caradog Evans (1787-1945), amb My people (1915), My neighbours (1919) i Taffy (1923); Jack Jones (1884-1970) amb les novel·les Rhondda rondabout (1934), Off to Philadelphia in the morning (1947), River out of Eden (1951), i Lily of the Valley (1952). Lewis Jones (1897-1939) va descriure la vida dels minaires a Cwmardy (1937) i We live (1939). Gwyn Thomas (1913-1981), fill d'un minaire, autor de Sorrow for Thy sons i All Things Betray Thee (1949). Richard Llewelyn (1906-1983) escriví How green was my valley (1939). Alexander Cordell (1914-1997) escriví The hosts of Rebecca (1960) i Song of the Earth (1969).
Els més destacats han estat Dylan Thomas (1914-1953) gran poeta autor de 18 poems (1934), Twenty-five poems (1936), The map of love (1939) i l'obra de teatre Under the Milk Wood (1954); el novel·lista Rhys Davies (1903-1978) amb The things men do (1936), The trip to London (1946) i Nobody answered the bill (1971).
El 1995 se celebrà a Barcelona una Setmana de Gal·les a Catalunya, promoguda pel Celfddydau Cymru (Consell de les Arts a Gal·les) i per David Roe-Beddoe, president de la Welsh Developement Agency. Ja en el 1991 havien signat un conveni de cooperació amb la Generalitat. Així actuarien a Barcelona la Cerddorfa Genedlaithol Gymreig Y BBC (Orquestra Nacional de Gal·les-BBC), els grups de teatre Estronwyr i Forester amb l'obra Brith, i visitaren el país Edward Thomas (1961), autor bilingüe de la novel·la East from the gantry (1992) i creador del grup teatral Y Cwmni, els escriptors Steve Griffiths, Gareth Alban Davies, Angharad Thomos, Sian Ithel, R. Gerallt Jones, Iwan Llwyd, Geryn Williams, l'anglogal·lès Robert Stuart Thomas (1913), Gwyneth Lewis, Menna Elfyn i Dannie Abse.